# Marmaduke Wyvill
Marmaduke Wyvill (Constable Burton, 22 de diciembre de 1815 - Bournemouth, 25 de junio de 1896) fue un destacado maestro inglés de ajedrez y político del Partido Liberal. Fue uno de los jugadores más fuertes del mundo en las décadas de 1840 y 1850.

## Biografía
Considerado por Howard Staunton como 'uno de los mejores jugadores de Inglaterra', era principalmente un aficionado entusiasta del ajedrez, sin embargo, en su única aparición en el torneo en el Londres 1851 obtuvo el segundo premio. detrás de Adolf Anderssen. Terminando por delante de Staunton, Elijah Williams, Bernhard Horwitz, y Jozsef Szen, sucumbió solo ante Anderssen en la final, por una puntuación de 2½-4½ . Mucho después de haberse retirado del juego competitivo, mantuvo un gran interés en el juego y se sabe que contribuyó a la organización y financiación del Torneo de Londres de 1883.
A través de su matrimonio en 1845 con Laura, hija de Sir Charles Ibbetson, Bart., tomó posesión de Denton Hall. En 1847, Wyvill fue elegido Miembro del Parlamento (MP) por Richmond (Yorks) (Reino Unido) Distrito electoral del parlamento) (Richmond, North Yorkshire)]. Conservó el escaño en 1861, pero lo perdió en 1865, y lo recuperó por última vez en 1866.
En un juego de ajedrez, la formación Wyvill se refiere a una formación de peones en la que las blancas no tienen peón en la "b" fila, peón doblados en c3 y c4, y el peón d en d4 o d5, tal como puede surgir típicamente de variaciones de la Nimzo-India Defence y (Winawer) Defensa Francesa . El peón en c4 puede convertirse en una debilidad, ya que no puede ser apoyado por otros peones.

## Juego destacado
Su triunfo en el tercer juego de la final del torneo londinense lo vio ganar Wyvill con un buen contraataque tras defender con gran pericia el ataque de Anderssen.Como dijo Staunton en una nota del movimiento 28 de las negras: "... el asalto se lleva a cabo con un ingenio y un espíritu poco comunes".
- Anderssen - Wyvill, Londres 1851[7]

Defensa siciliana - 1. e4 c5 2. d4 cxd4 3. Nf3 Nc6 4. Nxd4 e6 5. Be3 Nf6 6. Bd3
Be7 7. O-O O-O 8. Nd2 d5 9. Nxc6 bxc6 10. e5 Nd7 11. f4 f5
12. Rf3 c5 13. Rh3 Rf7 14. b3 g6 15. Nf3 Nb6 16. Bf2 d4
17. Bh4 Nd5 18. Qd2 a5 19. Bxe7 Rxe7 20. Ng5 Ne3 21. Qf2 Bb7
22. Bf1 Ng4 23. Qh4 Qd7 24. Rd1 Rc8 25. Be2 h5 26. Rg3 Qe8
27. Rd2 Rg7 28. c3 Ne3 29. cxd4 cxd4 30. Rxd4 Rc1+ 31. Kf2 Nd5
32. Rgd3 Qc6 33. Rd2 Qb6 34. Bc4 Rc2 35. Ke1 Rxd2 36. Rxd2
Qg1+ 37. Bf1 Rc7 38. Rd1 Rc2 39. Qg3 Ba6 40. Qf3 Bxf1 0-1